# システムリサーチ
株式会社システムリサーチ（英: System Research Co., Ltd.）は、愛知県名古屋市中村区に本社を置くシステムインテグレーター（独立系）。

## 沿革
- 1981年（昭和56年）3月26日 - 「株式会社システムリサーチ」を設立[2]。
- 2002年（平成14年）3月 - ISO 9001認証を取得[3]。
- 2004年（平成16年）1月 - ISMS認証を取得[3]。
- 2005年（平成17年）6月13日 - ジャスダック（現在の東証JASDAQ）に株式を上場[2]。
- 2006年（平成18年）10月 - 松下電器産業株式会社（現在のパナソニック株式会社）からイリイ株式会社の株式を取得[2]。
- 2012年（平成24年）12月 - 特例子会社「株式会社ソエル」を設立[2]。岐阜県大垣市・障がい者の安定的な職場確保を図るため、障がい者を中心にしたソフトウェア開発会社。
- 2014年（平成26年）10月 - 子会社のイリイ株式会社を吸収合併[2]。
- 2016年（平成28年）
  - 3月30日 - 東証二部に市場変更[2]。
  - 12月13日 - 東証一部に指定替え[2]。
- 2022年（令和4年）1月 - ゼネラルソフトウェア株式会社の全株式を取得しを子会社化[2]。
- 2023年（令和5年）4月 - 子会社のゼネラルソフトウェア株式会社を吸収合併[2]。
- 2025年（令和7年）
  - 3月26日 - 名古屋証券取引所プレミア市場に上場[2][4]。
  - 4月 - 東京支店および大阪支店を東京支社、大阪支社に改称[2]。

## 事業所
- 本社（愛知県名古屋市中村区）
- 東京支社（東京都新宿区）
- 大阪支社（大阪府大阪市西区）
- 情報センター（愛知県名古屋市中村区）
- 開発センター（愛知県名古屋市中村区）
- 技術センター（愛知県名古屋市中村区）